# Sveltella
Sveltella is een geslacht van weekdieren uit de klasse van de Gastropoda (slakken).

## Soort
- Sveltella philippii Cossmann, 1899